# Галеновисмутит
Галеновисмути́т (галенобисмутит, галеновисмутин) — минерал класса сульфосолей, состава PbBi2S4. Встречается в гидротермальных месторождениях висмута.

## Нахождение в природе

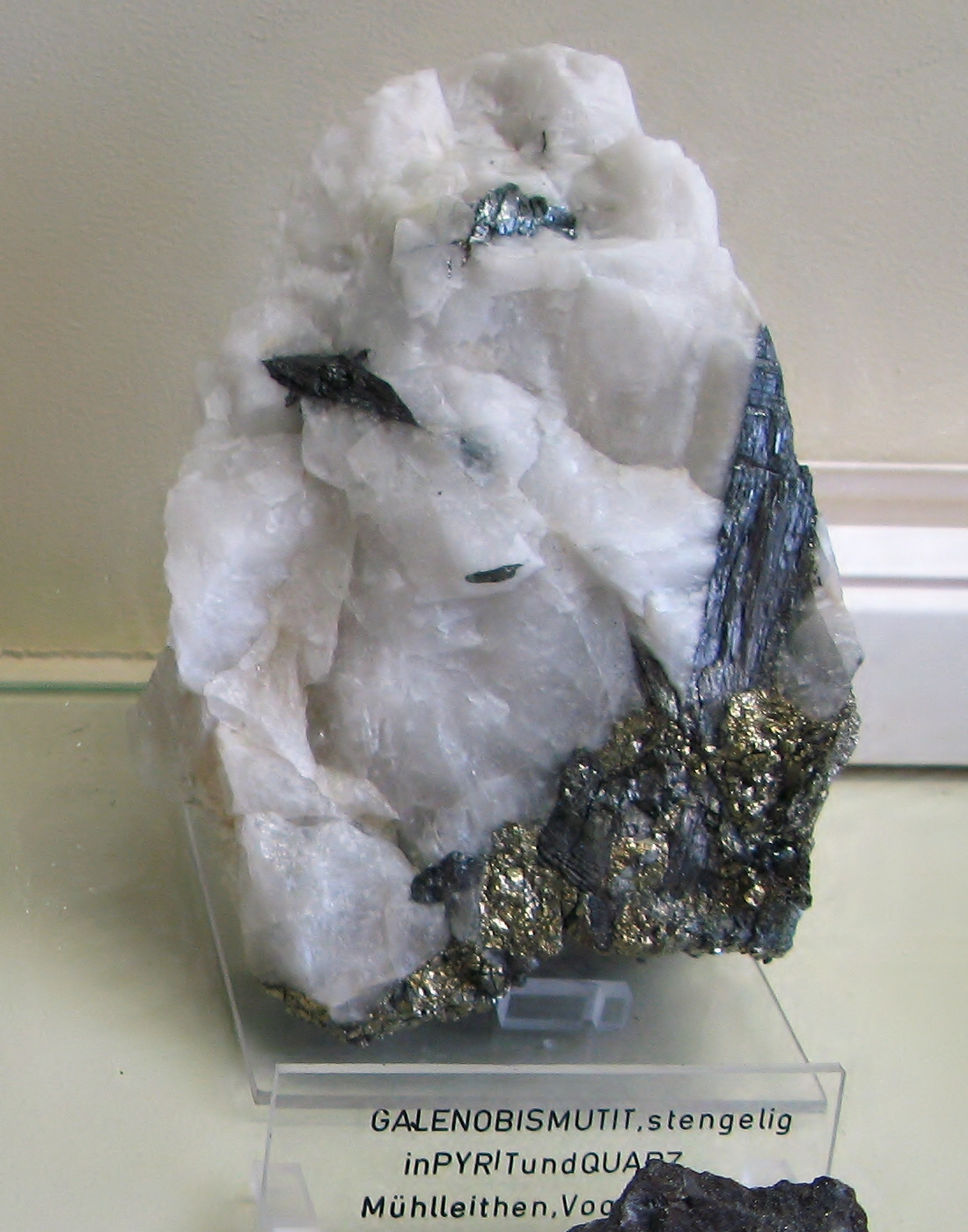
Галеновисмутит и пирит в кварце

Галеновисмутит встречается в высокотемпературных гидротермальных месторождениях висмута, скарнах, золото-кварцевых и других жилах. Минерал ассоциируется с сульфидами висмута, свинца, цинка, серебра (в том числе сульфосолями — козалитом, айкинитом и др.), теллуридами серебра, самородным висмутом, а также золотом, пиритом или кварцем.
Впервые был обнаружен в коммуне Филипстад (лен Вермланд, Швеция).

## Свойства
Призматические пластинчатые либо удлинённые игольчатые эластичные кристаллы, часто изогнутые и скрученные. Цвет варьируется от стально-серого до оловянно-белого.
Галеновисмутит легко растворим в дымящей азотной кислоте, в соляной кислоте растворяется с трудом.